# Mary Harris Jones
Mary Harris Jonesová, známá též jako Mother Jones (1. srpna 1837 Cork, nyní Irsko – 30. listopadu 1930 Silver Spring, Maryland, USA) byla významná politická aktivistka, průkopnice odborového a socialistického hnutí v Americe.

## Život
Narodila se v irském Corku, ale v jejích pěti letech rodina odešla do Kanady. Studovala na katolické škole v Torontu. Po přestěhování rodiny do USA pracovala jako učitelka v klášteře v michiganském Monroe. Pak se přestěhovala nejprve do Chicaga a později do Memphisu v Tennessee. Zde se v roce 1861 stal jejím manželem George E. Jones, člen a organizátor odborového svazu National Union of Iron Moulders, později International molders and Foundry Workers Union of North America. V Memphisu si rovněž otevřela obchod s oděvy.
Manžel George a jejich čtyři děti (všechny do věku pěti let) se v roce 1867 stali obětí epidemie žluté zimnice. Po jejich smrti se vrátila do Chicaga a otevřela si nový obchod s oděvy. O čtyři roky později, v roce 1871, obchod i dům shořely při velkém požáru. Tato druhá životní ztráta se stala katalyzátorem jejího vnitřního přerodu: obrátila se plně k politickému aktivismu. Zapojila se do rodícího se dělnické hnutí. Připojila se ke Knights of Labor. Pevně věřila, že "pracující muži mají mít takovou mzdu, aby jejich manželky mohly zůstat doma a starat se o děti". Bojovala též pro dětské práci.
Od roku 1897 byla známa pod přezdívkou Mother Jones. V roce 1905 spoluzakládala Industrial Workers of the World. Byla též členkou United Mine Workers a Americké socialistické strany.
Zemřela ve věku 93 let. Pohřbena byla na Union Miners Cemetery v Mount Olive v Illinois po boku horníků zabitých při virdenském masakru v roce 1898.
Je po ní pojmenován levicový časopis Mother Jones.